# معركة ذات العيون
معركة ذات العيون وتسمى أيضًا معركة الأنبار ، هي معركة وقعت بين المسلمين بقيادة خالد بن الوليد والفرس وانتهت بانتصار المسلمين.
أنبار هي « فيروز سابور القديمة ». مدينة شهيرة في العراق من ولاية بغداد بينها وبين بغداد عشرة فراسخ، وهي إلى غربيها على الفرات قرب مخرج نهر عيسى، وبابل في شماليها وتبعد عنها نحو ثمانين ميلًا. قيل سميت بالأنبار لأنه كان يجمع فيها أنابير الحنطة والشعير والتبن وأنابير جمع أنبار.
سار خالد على تعبئته إلى الأنبار وعلى مقدمته الأقرع بن حابس فحاصرها المسلمون وقد تحصن أهل الأنبار وخندقوا عليهم وأسرفوا من حصنهم وعلى جنودهم «شيرزاد» (صاحب ساباط)، وطاف خالد بالخندق وأنشب القتال وأوصى رماته أن يقصدوا عيون جيش العدو فرموا رشقًا واحدًا ثم تابعوا فأصابوا «ألف عين» فسميت تلك الوقعة (ذات العيون) وتصايح القوم «ذهبت عيون أهل الأنبار». فلما رأى ذلك شيرزاد أرسل يطلب الصلح على أمر لم يرضه خالد، فرد رسله.
ولم يكتف خالد بما صنع بل عمد إلى أضيق مكان في الخندق وعمد إلى الضعاف الإبل في جيشه فنحرها وأفعم الخندق بجثثها واقتحم المسلمون الخندق وجسرهم عليه جثث الإبل وصاروا مع أعدائهم داخل الخندق فالتجأ المشركون إلى الحصن.
وكان رئيس القوم (الفُرس) «شيرزاد» أعقل أعجمي يومئذ وأسوده وأقنعه في الناس العرب والعجم. فراسل خالدًا في الصلح على ماأراد فقبل خالد منه على أنه يخليه ويلحقه بمأمنه في جريدة من الخيل ليس معهم من المتاع والأموال شيء، ووفى له خالد بما صالح عليه. وخرج شيرزاد إلى «بهمن جازويه» ثم صالح خالد من حول الأنبار وأهل كلواذي.